# Euro Cup (football americano)
L'Euro Cup è stata una competizione europea di football americano.
La prima edizione del torneo si è tenuta nel 1996, per permettere ai campioni dei campionati di secondo livello (Belgio, Danimarca, Norvegia, Svizzera, ...) di competere a livello europeo.
Il torneo è stato chiuso nel 1999, dopo quattro edizioni, ed è stato rimpiazzato nel 2002 dalla EFAF Cup.

## Team partecipanti
In grassetto i team che partecipano alla stagione in corso (o all'ultima stagione).
| Team                | Numero Partecipazioni | Titoli vinti |
| ------------------- | --------------------- | ------------ |
| Aarhus Tigers       | 1                     | 1            |
| Amsterdam Crusaders | 1                     | 0            |
| Brussels Angels     | 2                     | 0            |
| Barcelona Bóxers    | 1                     | 0            |
| Copenhagen Towers   | 1                     | 0            |
| Eidsvoll 1814's     | 1                     | 0            |
| Kronborg Knights    | 1                     | 0            |
| London O's          | 1                     | 1            |
| Vålerenga Trolls    | 2                     | 0            |
| Oslo Vikings        | 2                     | 0            |
| Roskilde Kings      | 2                     | 1            |
| Rotterdam Trojans   | 1                     | 0            |
| Seaside Vipers      | 3                     | 1            |
| Tournai Cardinals   | 2                     | 0            |

## Albo d'oro
| Anno | Data      | Luogo     | Vincitore      | Punteggio | Finalista         |
| ---- | --------- | --------- | -------------- | --------- | ----------------- |
| 1996 | 22 giugno | -         | Seaside Vipers | 7-0       | Rotterdam Trojans |
| 1997 | -         | -         | Roskilde Kings | 21-13     | Seaside Vipers    |
| 1998 | 6 giugno  | Bruxelles | Aarhus Tigers  | 21-6      | Seaside Vipers    |
| 1999 | 5 giugno  | Bruxelles | London O's     | 12-6      | Oslo Vikings      |